# Veretillidae
Veretillidae Herklots, 1858 è una famiglia di ottocoralli dell'ordine Pennatulacea.

## Descrizione
La famiglia comprende specie coloniali dall'aspetto piumoso, caratterizzate da uno sviluppo a simmetria radiale, formate da polipi interamente retrattili e privi di calice.

## Distribuzione e habitat
La famiglia ha una distribuzione cosmopolita.

## Tassonomia
Comprende i seguenti generi:
- Amphibelemnon Lopez Gonzalez, Gili & Williams, 2000
- Cavernularia Valenciennes in Milne-Edwards & Haime, 1850
- Cavernulina Kükenthal & Broch, 1911
- Lituaria Valenciennes, 1850
- Veretillum Cuvier, 1798

### Alcune specie

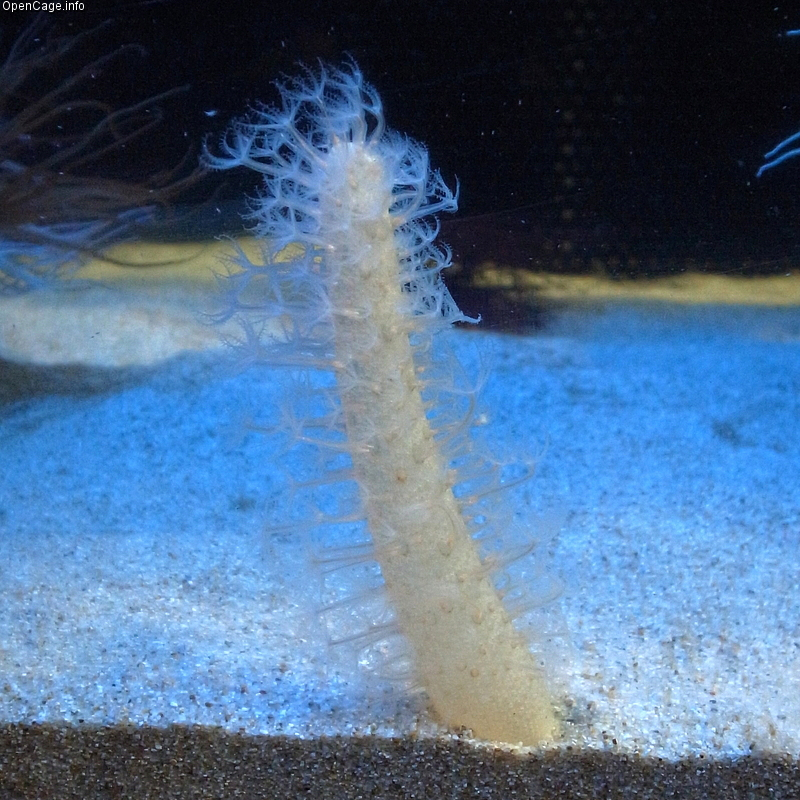
Cavernularia obesa
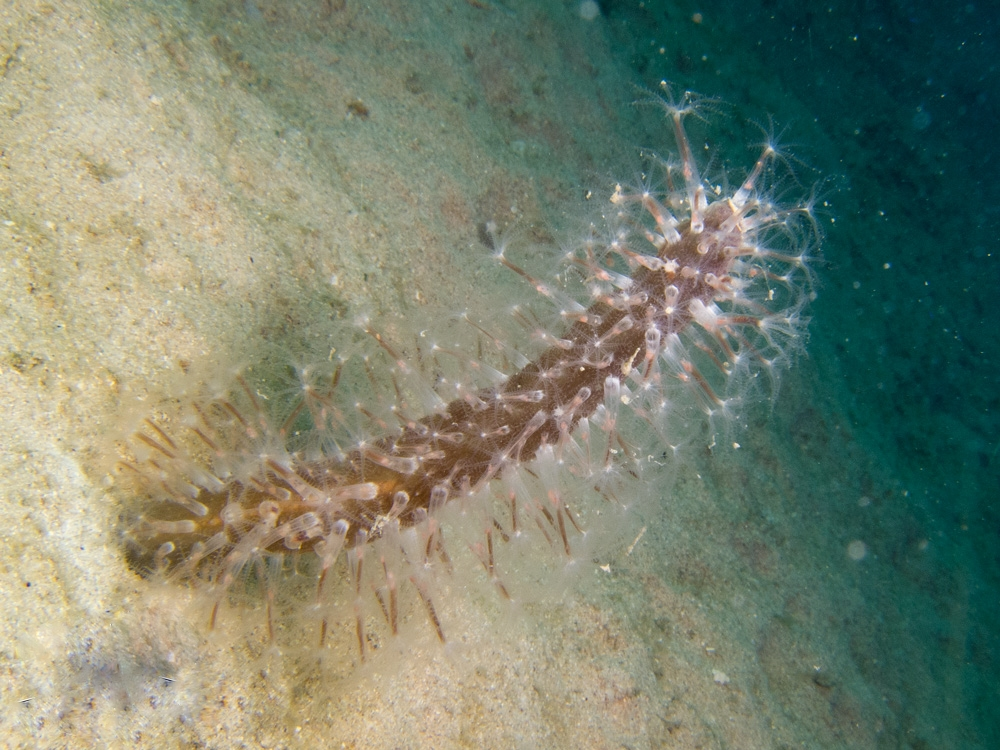
Cavernulina sp.
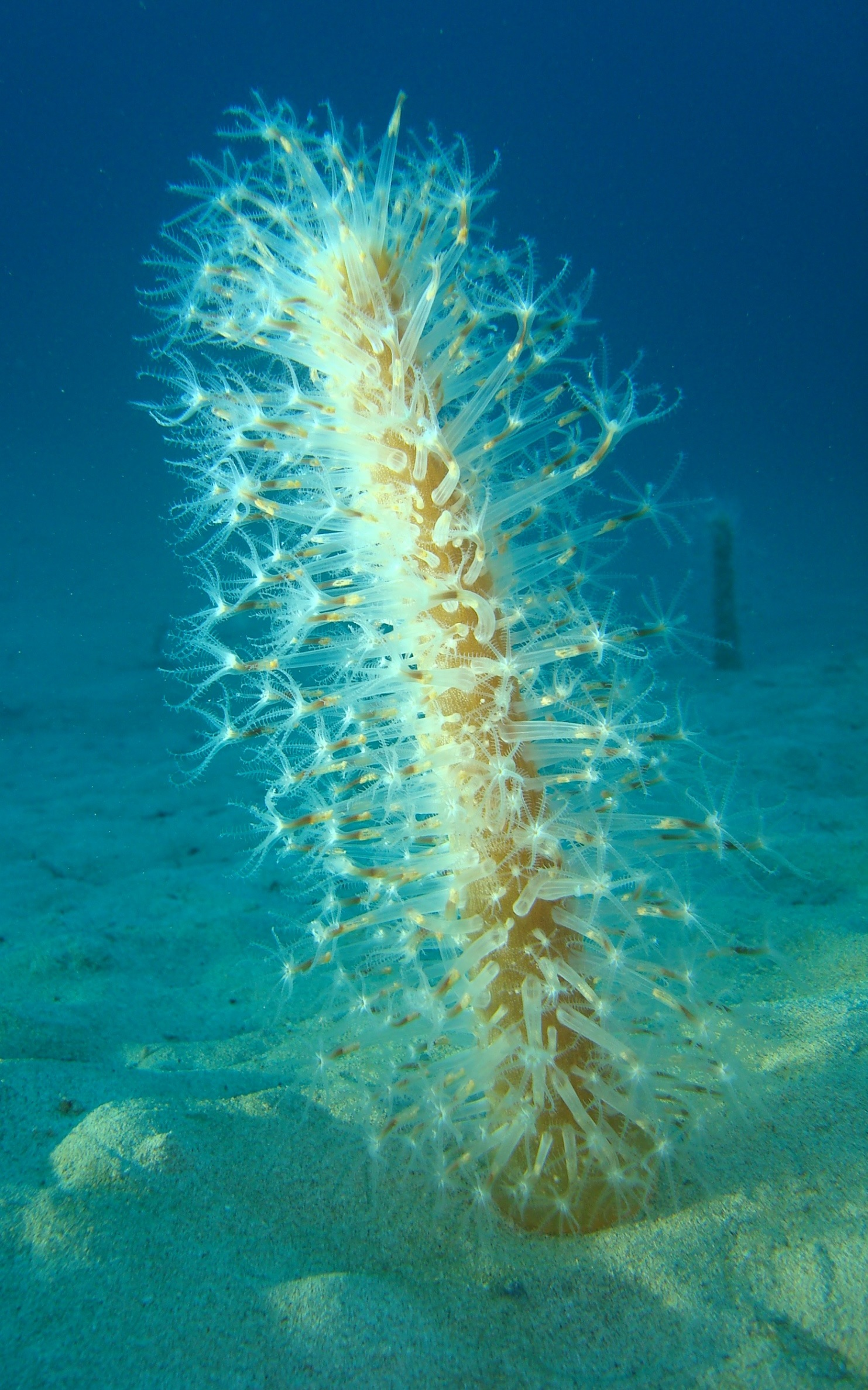
Veretillum cynomorium